# De Mysteriis Aegyptiorum
De Mysteriis Aegyptiorum es un libro atribuido a Jámblico cuya traducción al español es Sobre los misterios de Egipto, aunque justamente este texto presenta distintos problemas de carácter filológico, en especial, los relacionados con su autor y al nombre de la obra. El título auténtico  es Respuesta del maestro Abamón a la Carta de Porfirio a Anebo y soluciones a las dificultades que ella plantea, su fecha tentativa de datación es del 1460. El cambio de título procede de un comentario que Marsilio Ficino hizo al texto quien se lo puso de acuerdo con las tendencias de la filosofía de su época, pues se vivía un fervor por la egiptología. 
Con respecto al autor, nadie dudó durante siglos de la autoría de Jámblico, pero Christian Meiners en 171 y posteriormente Adolph Von Harless en 1858 cuestionaron que Jámblico fuese su autor. Fue Karl Rasche quien dio fin a estas dudas en 1911. No obstante algunos filólogos aún discrepan. 
El texto es considerado por su contenido plenamente perteneciente a la doctrina del neoplatonismo. Su orientación es claramente religiosa, por ello encontramos una larga lista de nombres de dioses y de divinidades y al final una plegaria. Pertenece al género epistolar literariamente hablando, pero filosóficamente a los zetemata (Ζητήματα), es decir al género de paradojas, aporías y soluciones, muy popular en la filosofía griega. Como es la respuesta a otra carta escrita por el neoplatónico Porfirio, podemos encontrar un continúo diálogo con ese texto, aunque actualmente no contamos con ningún manuscrito, sólo hay evidencia de la existencia de ese texto por las citas que rescató el autor de este libro y algunas referencias en otros autores entre ellos, Eusebio, Teodoreto y San Agustín de Hipona. 
La obra está dividida en diez capítulos; cada uno de ellos aborda diferentes problemas respecto a las genealogías y tipos de dioses, así como a la santidad, los sacrificios, la mántica e incluso la mistagogia. El método expositivo del texto se constituye en dos subgéneros: la diairesis, que es distinguir géneros y la synagoge abordar de diferentes modos un problema hasta encontrar la mejor solución, esto, según Enrique Ángel Ramos Jurado, editor del libro para Gredos en 1997.